# Marquesado de Boadilla del Monte

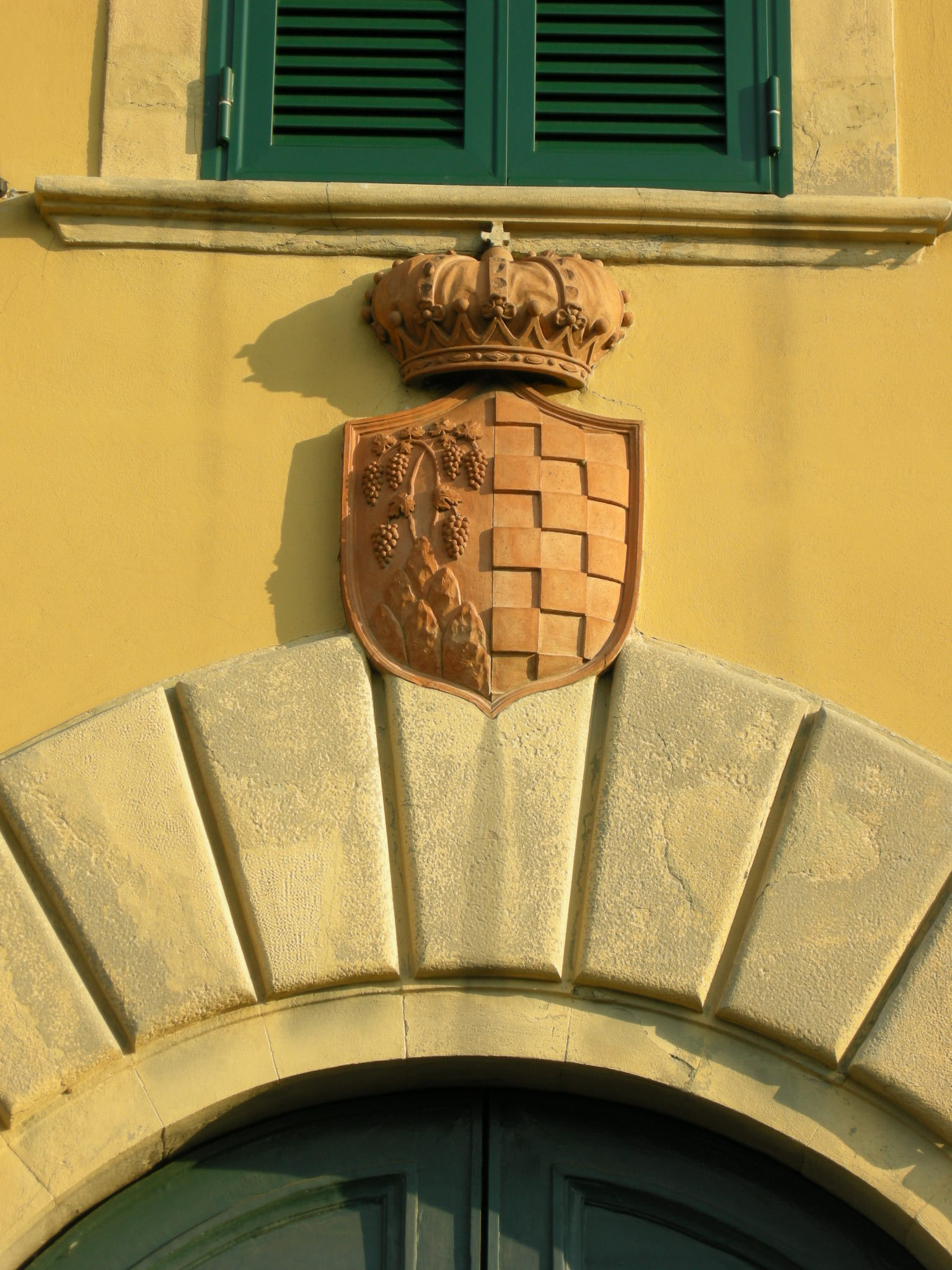
Armas de los duques de Sueca en la Villa Ruspoli de Florencia, propiedad de los marqueses de Boadilla del Monte. Escudo partido de Rúspoli y Godoy.

El marquesado de Boadilla del Monte es un título nobiliario español, de Castilla. Fue concedido por la reina Isabel II mediante real decreto de 22 de octubre de 1852 y real despacho de 30 de abril de 1853 en favor de su pariente Carlota Luisa Manuela de Godoy y Borbón, hija del primer ministro Manuel Godoy y Álvarez de Faria, príncipe de la Paz, duque de Sueca y de la Alcudia, etc., y de María Teresa de Borbón y Vallabriga, su primera mujer, condesa de Chinchón y de Boadilla del Monte.
Este título se creó por elevación a marquesado del condado de Boadilla del Monte, que había sido otorgado por el rey Carlos IV a la citada María Teresa de Borbón y Vallabriga, su prima carnal, poco después de su matrimonio con Godoy, mediante real decreto de 4 de agosto de 1799. La concesionaria y única titular del condado (y madre de la primera marquesa) fue hija a su vez del infante Luis de Borbón y Farnesio, nacida de su matrimonio morganático con María Teresa de Vallabriga y Rozas.
La denominación hace referencia a la villa y municipio madrileño de Boadilla del Monte, que era de señorío de la concesionaria del condado, y donde se encuentra el Palacio del Infante Don Luis.

## Lista de señores, condes y marqueses

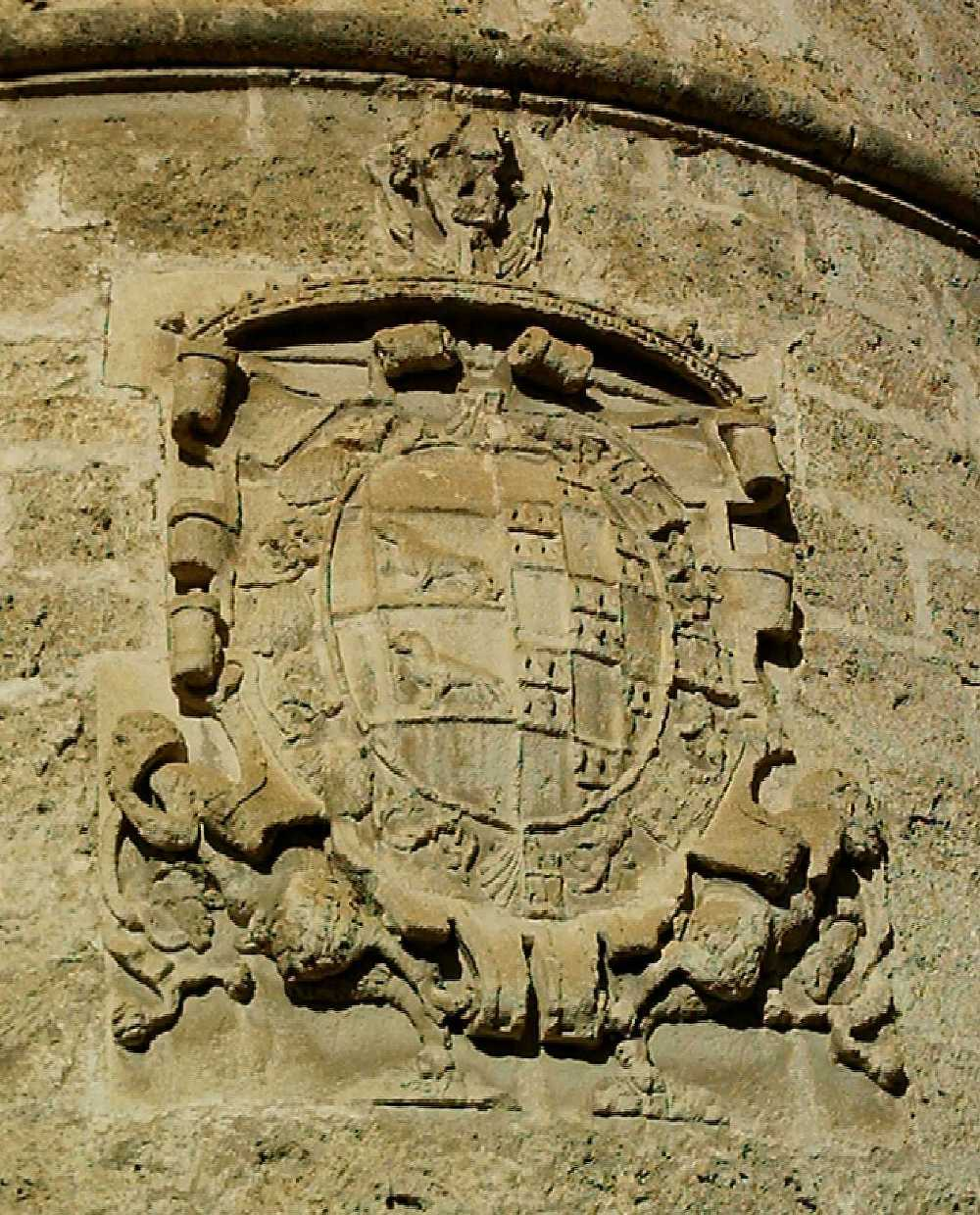
Blasón de los duques de Maqueda, antes de que esta casa se uniera a la también ducal de Nájera. Piedra labrada en la torre del Convento de Agustinos de Huécija. Muestra las armas de Cárdenas partidas de Velasco en recuerdo del matrimonio de Bernardino de Cárdenas y Pacheco (1490-1560), II duque de Maqueda, con Isabel de Velasco, hija del III duque de Frías y IV conde de Haro. En virtud de este entronque, los duques de Maqueda reclamaron durante un tiempo la sucesión de la casa de Frías. El señorío de Boadilla del Monte fue concedido en 1626 por el rey Felipe IV a Jaime Manuel Manrique de Cárdenas, I marqués de Belmonte, que era a la sazón hermano del duque de Maqueda e hijo de la duquesa de Nájera, pero años más tarde sucedería en ambos títulos ducales. El segundo señor fue su hijo Francisco María de Montserrat Manrique de Cárdenas y Arellano, VIII duque de Nájera y VI de Maqueda, X conde de Treviño y XI de Valencia de Don Juan, VII marqués de Elche y II de Belmonte, el cual en 1652 vendió el señorío de Boadilla del Monte, con real licencia, en favor del camarista de Castilla José González.

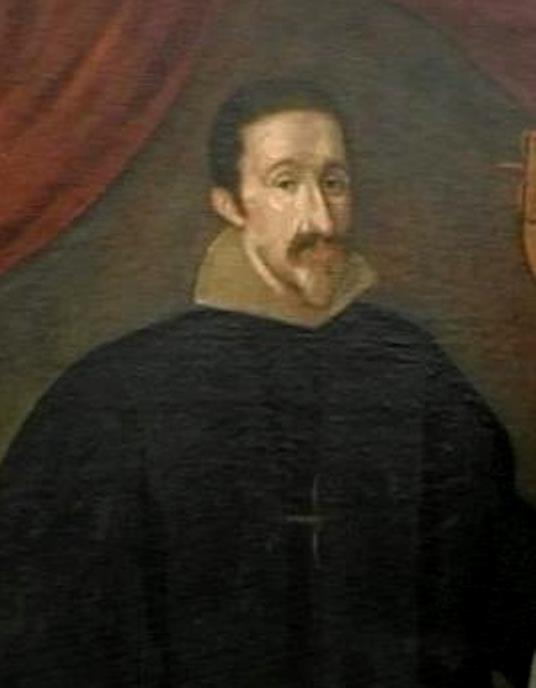
El licenciado José González de Uzqueta (c.1583-1668), III señor de Boadilla del Monte, caballero de Santiago, ministro del Consejo y Cámara de Castilla, presidente de los de Hacienda e Indias y comisario general de Cruzada. Fue un burócrata o covachuelista de gran talento, protegido del conde-duque de Olivares, e hizo una brillante carrera administrativa durante el reinado de Felipe IV. Según Domínguez Ortiz, el rey «le apreciaba por la fertilidad de su ingenio, y apenas hubo junta, particularmente si se trataba de arbitrar recursos, de la que estuviera ausente. Parece que tampoco descuidaba sus propios intereses, y, pretextando algunas irregularidades de poca monta, al morir el Rey se le hicieron cargos, seguramente dictados más por la emulación que por la justicia. Una muerte oportuna, en 1668, le libró de estos enojos.» Fundó mayorazgo con facultad real en 1667, vinculando cuantiosos bienes y el estado de Boadilla. Su retrato se conserva en la iglesia de Santa Eulalia de la ciudad de Arnedo, de la que fue gran benefactor.

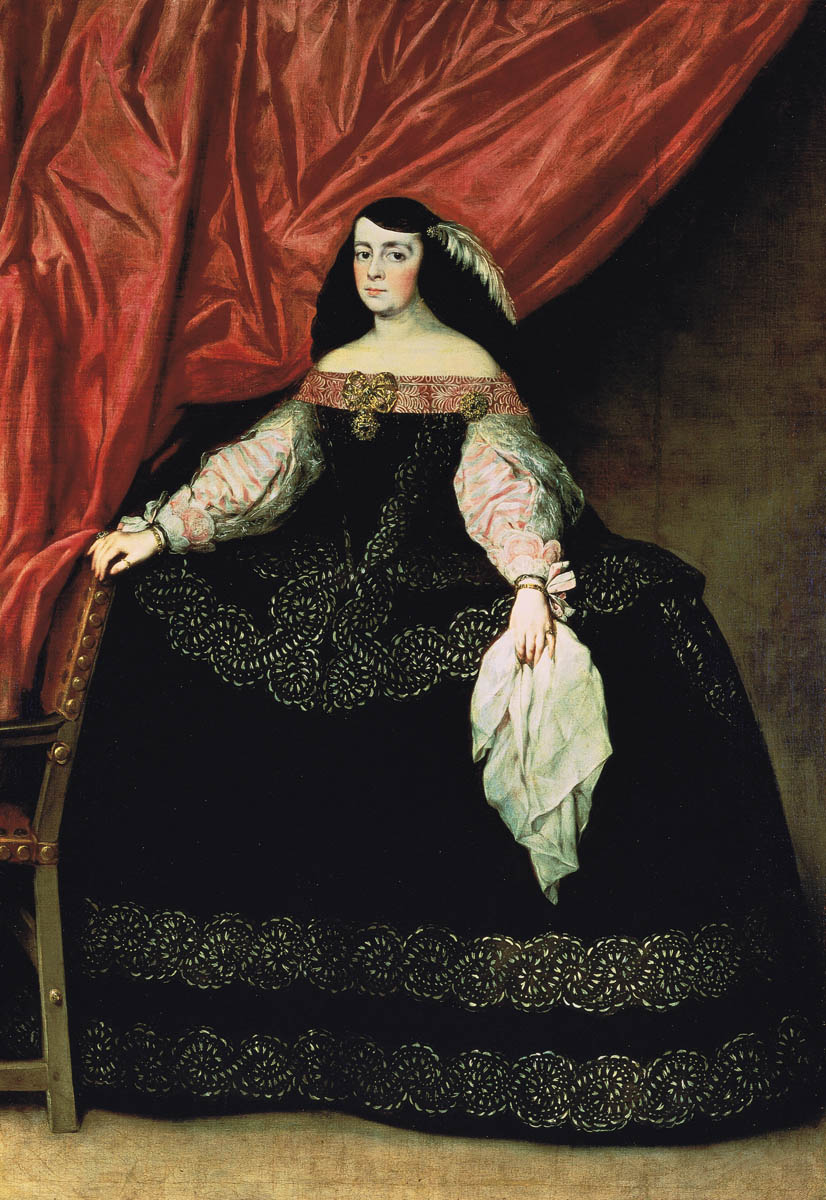
María de Vera Barco y Gasca, señora de Boadilla del Monte, fundadora del convento de la Encarnación de esta villa, de Carmelitas Descalzas. Poseía por derecho propio varios mayorazgos, uno de ellos fundado en el por el obispo Pedro de la Gasca, gobernador del Perú. Casó con Juan González de Uzqueta y Valdés, IV señor de Boadilla del Monte, nacido en Valladolid en 1615, hijo de José González, que fue el primer poseedor del mayorazgo fundado por su padre y, como él, del Consejo y Cámara de Castilla. Después de morir su marido sin descendencia, María de Vera le sucedió en el mayorazgo y señorío «por los días de su vida y seis años de supervivencia». El retrato, procedente de dicho convento y perteneciente a la Colección BBVA, fue atribuido primero a Martínez del Mazo, y hoy se tiene por obra de Carreño de Miranda.

El señorío de Boadilla del Monte fue concedido en 1626 por el rey Felipe IV a Jaime Manuel Manrique de Cárdenas, I marqués de Belmonte, que era a la sazón hermano del duque de Maqueda e hijo de la duquesa de Nájera, pero años más tarde sucedería en ambos títulos ducales. El segundo señor fue su hijo Francisco María de Montserrat Manrique de Cárdenas y Arellano, VIII duque de Nájera y VI de Maqueda, X conde de Treviño y XI de Valencia de Don Juan, VII marqués de Elche y II de Belmonte, el cual en 1652 vendió el señorío de Boadilla del Monte, con real licencia, en favor del camarista de Castilla José González.
 Fue un burócrata o covachuelista de gran talento, protegido del conde-duque de Olivares, e hizo una brillante carrera administrativa durante el reinado de Felipe IV. Según Domínguez Ortiz, el rey «le apreciaba por la fertilidad de su ingenio, y apenas hubo junta, particularmente si se trataba de arbitrar recursos, de la que estuviera ausente. Parece que tampoco descuidaba sus propios intereses, y, pretextando algunas irregularidades de poca monta, al morir el Rey se le hicieron cargos, seguramente dictados más por la emulación que por la justicia. Una muerte oportuna, en 1668, le libró de estos enojos.» Fundó mayorazgo con facultad real en 1667, vinculando cuantiosos bienes y el estado de Boadilla.
 Su retrato se conserva en la iglesia de Santa Eulalia de la ciudad de Arnedo, de la que fue gran benefactor.
|                                                          | Titular                                                | Periodo                                                |
| Señores de Boadilla del Monte (concesión de Felipe IV)   | Señores de Boadilla del Monte (concesión de Felipe IV) | Señores de Boadilla del Monte (concesión de Felipe IV) |
| -------------------------------------------------------- | ------------------------------------------------------ | ------------------------------------------------------ |
| I                                                        | Jaime Manuel Manrique de Cárdenas                      | 1626-1652                                              |
| II                                                       | Francisco Manrique de Cárdenas y Arellano              | 1652-1652                                              |
| III                                                      | José González de Uzqueta                               | 1652-1668                                              |
| IV                                                       | Juan González de Uzqueta y Valdés                      | 1668-1670                                              |
| V                                                        | María de Vera y Gasca                                  | 1670-1686                                              |
| -                                                        | María de Vera y Gasca (post mortem)                    | 1686-1692                                              |
| VI                                                       | Fernando Queipo de Llano y Jiménez de Arellano         | 1692-1699                                              |
| VII                                                      | Isabel María Queipo de Llano y Doriga Malleza          | 1699-1755                                              |
| VIII                                                     | Josefa Micaela de Mirabal y Queipo de Llano            | 1755-1761                                              |
| IX                                                       | Luis de Borbón y Farnesio                              | 1761-1785                                              |
| X                                                        | Luis de Borbón y Vallabriga                            | 1785-1797                                              |
| XI                                                       | María Teresa de Borbón y Vallabriga                    | 1797-1828                                              |
| Condesa de Boadilla del Monte (concesión de Carlos IV)   |                                                        |                                                        |
| I                                                        | María Teresa de Borbón y Vallabriga                    | 1799-1828                                              |
| Marqueses de Boadilla del Monte (creación por Isabel II) |                                                        |                                                        |
| I                                                        | Carlota Luisa Manuela de Godoy y Borbón                | 1853-1853                                              |
| II                                                       | Luis Rúspoli y Godoy                                   | 1853-1893                                              |
| III                                                      | Camilo Rúspoli y Landi                                 | 1894-1945                                              |
| IV                                                       | Paolo Ruspoli ed Orlandini                             | 1952-1967                                              |
| V                                                        | Camilo Carlos Adolfo Rúspoli y Caro                    | 1970-1970                                              |
| VI                                                       | Luis Adolfo Rúspoli y Morenés                          | 1971-2011                                              |
| VII                                                      | Luis Carlos Ruspoli y Sanchiz                          | 2012-2019                                              |
| VIII                                                     | María Mónica Ruspoli Sanchiz                           | 2019-hoy                                               |

## Historia genealógica

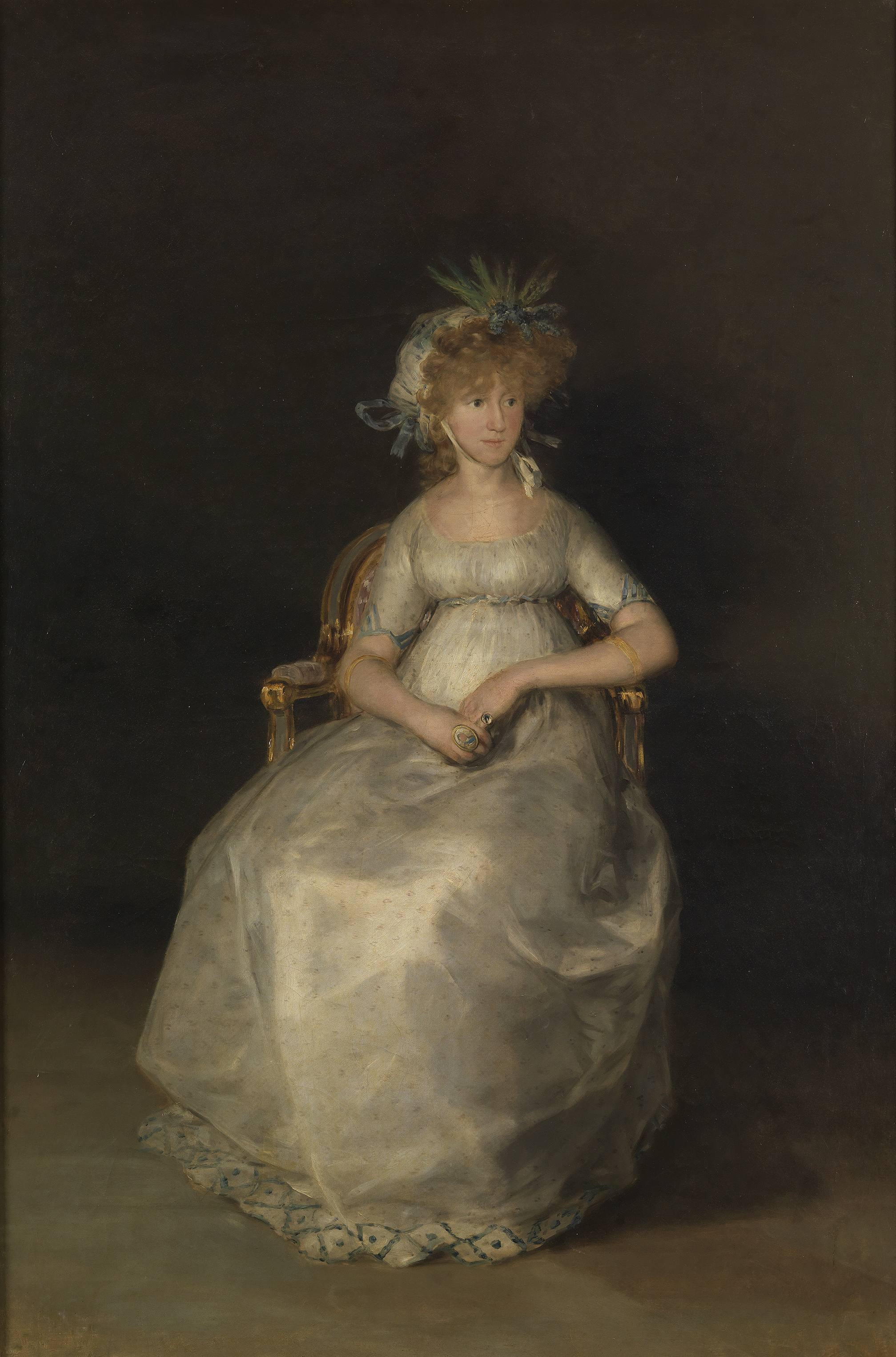
María Teresa de Borbón y Vallabriga, condesa de Chinchón y de Boadilla del Monte, retratada por Goya. Fue la primera mujer de Manuel Godoy y Álvarez de Faria, príncipe de la Paz y I duque de Sueca y de la Alcudia. Este matrimonio fue muy desavenido, y dejó por unigénita a Carlota Luisa Manuela de Godoy y Borbón, duquesa de Sueca, condesa de Chinchón y I marquesa de Boadilla del Monte.

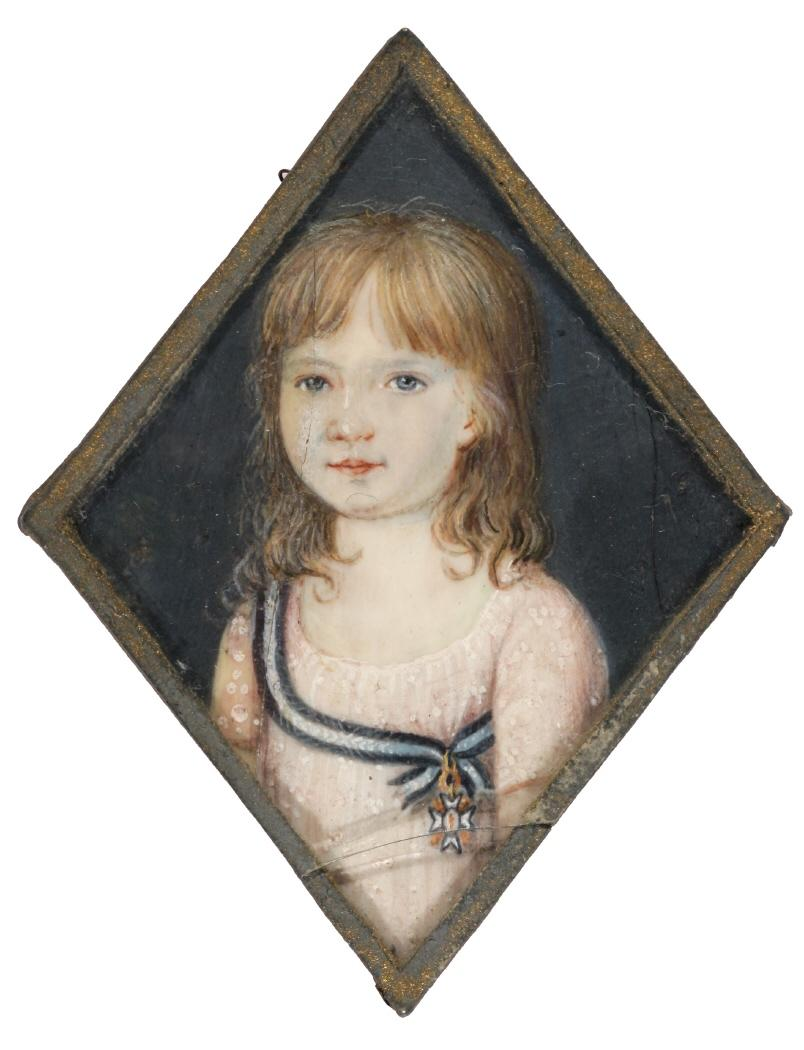
Carlota Luisa Manuela de Godoy y Borbón, II duquesa de Sueca, XVI condesa de Chinchón y I marquesa de Boadilla del Monte. En la miniatura, retratada de niña con la banda de María Luisa. Recibió esta condecoración a la vez que su madre, la princesa de la Paz, por real decreto de 7 de octubre de 1800, día de su nacimiento. Fue bautizada tres días después en la Real Cámara de Palacio por el cardenal Lorenzana, arzobispo de Toledo. Sus padrinos fueron los reyes Carlos IV y María Luisa de Parma, cuyos nombres se le impusieron, y que para tenerla en la pila habían viajado a la corte desde El Escorial. Y tras la ceremonia religiosa, la misma reina fundadora y epónima impuso a madre e hija las bandas de su Orden de Damas Nobles.

### Señores de Boadilla del Monte
A principios del siglo XVII el lugar de Boadilla del Monte, en el alfoz de Madrid, era de realengo.

La enajenación del señorío —como las de tantas otras regalías vendidas bajo los Austrias menores— se debió a las dificultades por las que atravesaba la Hacienda Real al subir al trono Felipe IV y que abocarían a la suspensión de pagos de 1627, primera de su reinado. En 1625, los banqueros genoveses Octavio Centurión, Carlos Strata y Vicencio Squarzafigo, acreedores por un préstamo de más de un millón de ducados, obtuvieron del rey facultad para vender los lugares y jurisdicción de 20.000 de sus vasallos. Entre las poblaciones designadas se encontraba Boadilla del Monte, a la que con tal ocasión se otorgó el villazgo, y que se enajenaba «con su jurisdicción alta y baja, mero y mixto imperio, señorío, vasallaje, bienes mostrencos, penas de Cámara y Justicia».

En el proceso se interesó el marqués de Belmonte, que pretendía obtener las villas de Alcorcón, Carabanchel de Arriba y Boadilla del Monte, pero solo se le permitió comprar esta. El interesado, que había sido creado marqués recientemente, era a la sazón hermano del duque de Maqueda e hijo de la duquesa de Nájera, pero años más tarde sucedería en ambos títulos ducales. En 1626 se le adjudicó el señorío al precio de dos cuentos y 493.048 maravedís, que terminó de pagar en 1630. La concesión se despachó por tanto en favor de

• Jaime Manuel Manrique  de Cárdenas, que fue VII duque de Nájera y V de Maqueda, IX conde de Treviño y X de Valencia de Don Juan, VI marqués de Elche y I de Belmonte, I señor de Boadilla del Monte, etc. Era hermano de Jorge Manuel de Cárdenas y Manrique de Lara (1584-1644), el anterior duque, a quien sucedió en la casa, e hijos ambos de Bernardino de Cárdenas y Portugal (1553-1601), III duque de Maqueda y III marqués de Elche, y de Luisa Manrique de Lara, su mujer, V duquesa de Nájera, VII condesa de Treviño y VIII de Valencia de Don Juan. Casó con Inés María de Arellano, hija de Felipe Ramírez de Arellano, VII conde de Aguilar de Inestrillas, señor de los Cameros, y de Juana Manrique, su mujer, de los condes de Paredes de Nava. Después de adquirir la jurisdicción de la villa, el nuevo señor compró a particulares algunas tierras y bienes raíces dentro de su término, que pasaron a integrar el estado de Boadilla. Murió en 1652 y le sucedió su hijo único:

• Francisco María de Montserrat Manrique de Cárdenas y Arellano, VIII duque de Nájera y VI de Maqueda, X conde de Treviño y XI de Valencia de Don Juan, VII marqués de Elche y II de Belmonte, II señor de Boadilla del Monte, etc. Murió sin descendencia en 1656. El 20 de diciembre de 1652 vendió el señorío de Boadilla del Monte, con real licencia y al precio de 73.342 reales de plata (o sea tres cuentos y 739.524 maravedís), en favor del

• Licenciado José González (de Uzqueta), III señor de Boadilla del Monte, caballero de Santiago, ministro del Consejo y Cámara de Castilla, presidente de los de Hacienda e Indias y comisario general de Cruzada. Nacido en Arnedo hacia 1583, era hijo del licenciado Juan González de Uzqueta, abogado natural de Corella, y de Juana Jiménez de Arellano, su primera mujer, de la casa de Arnedo. Fundó mayorazgo con facultad real por su testamento hecho en Madrid el 23 de julio de 1667 ante Andrés de Calatañazor, vinculando cuantiosos bienes y el estado de Boadilla. Casó con Catalina de Valdés y Herrera, hermana del obispo Antonio de Valdés y Herrera, que lo fue de Mondoñedo, Oviedo, Osma y Córdoba (donde murió en 1657). Hija de otro Antonio de Valdés, corregidor de Valladolid, natural de Medina de Rioseco y oriundo de Asturias, y de Ana de Herrera y Arias. De este matrimonio fue unigénito

• Juan González de Uzqueta y Valdés, IV señor de Boadilla del Monte, nacido en Valladolid en 1615 y colegial mayor de Santa Cruz, primer poseedor del mayorazgo fundado por su padre y, como él, del Consejo y Cámara de Castilla. Casó con María de Vera y Gasca, poseedora de un mayorazgo fundado por el obispo Pedro de la Gasca, pacificador del Perú. Hija de Francisco de Vera y Enríquez, caballero de Santiago, natural de Alcalá de Henares, y de María del Barco y Gasca, su mujer, en segundas nupcias de ambos. No tuvieron descendencia, por lo que Juan solicitó real licencia, y la obtuvo en enero de 1670, para desmembrar del mayorazgo 6.000 ducados de renta y destinarlos al convento de la Encarnación, de carmelitas descalzas, que había fundado en su villa de Boadilla. Murió este señor el 31 de enero de 1670, y en el mayorazgo le sucedió su viuda:

• María de Vera y Gasca, V señora de Boadilla del Monte, que poseyó el mayorazgo y señorío «por los días de su vida y seis años de supervivencia», pasados los cuales —en virtud de los llamamientos e incompatibilidades fundacionales— recayó en

• Fernando Queipo de Llano y Jiménez de Arellano, VI señor de Boadilla del Monte, que después sucedería como III conde de Toreno, alférez mayor del Principado de Asturias y de la villa de Cangas de Tineo. Nació en Madrid el 8 de enero de 1663, fue bautizado en San Martín el día 21 siguiente y murió en Cangas el 24 de enero de 1718 bajo testamento otorgado el anterior día 4 a fe de Pedro López. Casó en Salas el 20 de noviembre de 1683 con Emilia Francisca de Doriga y Malleza, hermana del señor del palacio de Doriga, de la que tuvo once hijos.

Fernando Queipo era hijo de otro Fernando Queipo de Llano y Lugo, II conde de Toreno, caballero de Santiago, corregidor de Burgos y de Murcia, natural de Sevilla, que fue bautizado el 4 de febrero de 1637 y testó en 1699, y de Josefa Jiménez de Arellano Padilla y Vega, su mujer, señora de la casa de Arnedo, que era sobrina nieta del licenciado José González, V señor de Boadilla y fundador del mayorazgo. El nuevo señor de Boadilla del Monte solo pudo poseer este estado durante los días de su padre, porque el mayorazgo de González era incompatible con el de los Queipos de Cangas de Tineo, al que estaba vinculado el condado de Toreno. En 1669, para suceder en la casa de Toreno, cedió el señorío y vínculo de Boadilla a su hija

• Isabel María Queipo de Llano y Doriga Malleza, VII señora de Boadilla del Monte, que nació el 27 de septiembre de 1686 y murió en 1755. En 1709 casó con Luis Félix de Mirabal y Espínola, I marqués de Mirabal, nacido en 1657 en Jerez de la Frontera y fallecido el 24 de enero de 1729, colegial del Mayor de Cuenca en Salamanca, presidente del Consejo de Castilla y consejero de Estado, embajador de S.M.C. ante los Estados Generales de los Países Bajos. Estaba viudo desde 1705 de María Magdalena Dávila Guzmán y Moncada, de la que tenía hijas, y era hermano menor e inmediato sucesor del I conde de Villafuente Bermeja e hijo de Juan Francisco de Mirabal y Pabón de Lobatón, caballero de Alcántara, veinticuatro de Jerez, y de Isabel Luisa de Espínola y Morales. Los marqueses de Mirabal edificaron un nuevo palacio en Boadilla, llamado «de las Dos Torres», reemplazando al primitivo, edificado por los duques de Nájera y que se hallaba en ruinas tras la Guerra de Sucesión. Y por las deudas que para ello contrajeron, el mayorazgo de González quedó gravado con un censo de 4.000 ducados. Tuvieron descendencia femenina en que siguió el estado de Boadilla y en la que también recaería la casa de Mirabal y Villafuente tras morir sin prole las hijas del primer matrimonio del marqués. En 1755 sucedió en el mayorazgo de González su hija

• Josefa Micaela de Mirabal y Queipo de Llano, III marquesa de Mirabal, IV condesa de Villafuente Bermeja, VIII señora de de Boadilla del Monte. Casó con Tello Dávila y Guzmán pero no tuvo hijos, por lo que le sucedería en los títulos y mayorazgos su hermana entera Magdalena de Mirabal. A fin de redimir las cargas que gravaban el mayorazgo de González, Josefa solicitó y obtuvo del Consejo de Castilla la preceptiva real licencia para enajenar el estado y palacio de Boadilla, junto con un regimiento de la ciudad de Toro. Y el 20 de febrero de 1761 los vendió al precio de un millón y 225.027 reales (o cuatro cuentos y 165.093 maravedís). El comprador fue

• El infante Don Luis de Borbón y Farnesio, XIII conde de Chinchón y IX señor de de Boadilla del Monte, caballero del Toisón de Oro, que había sido cardenal y arzobispo de Toledo pero abandonó el estado clerical para contraer matrimonio.

### Condesa de Boadilla del Monte
El condado fue concedido en 1799 a
• María Teresa de Borbón y Vallabriga, I condesa de Boadilla del Monte, XV condesa de Chinchón, grande de España. Nació en Velada el 26 de noviembre de 1780, en el palacio de los condes de Altamira, y falleció en París el 24 de noviembre de 1828. Al morir su padre en 1785, fue enviada con su hermana al convento de San Clemente de Toledo, de donde salió con dieciséis años de edad para contraer matrimonio.

Casó en el Monasterio de El Escorial el 2 de octubre de 1797 con Manuel Godoy y Álvarez de Faria, príncipe de la Paz, I duque de la Alcudia y I de Sueca, ambos con grandeza de primera clase, I barón de Mascalbó, I príncipe de Bassano (título romano) y I conde de Evoramonte (título de Portugal), señor de los estados de la Albufera, Alcudia, la Serena, Albalá y el Soto de Roma, primer ministro de la Monarquía, generalísimo y almirante general de los Reales Ejércitos y Armada de España e Indias, con tratamiento de Alteza Serenísima, caballero de las Órdenes del Toisón de Oro, Cristo y Santiago, comendador en esta de Valencia del Ventoso, Ribera y el Aceuchal, bailío sanjuanista, gran cruz de Carlos III, miembro del Real Cuerpo de la Nobleza de Madrid, regidor perpetuo de esta villa y de las ciudades de Santiago, Cádiz, Málaga, Écija, Burgos, Valencia, Segovia y Ronda, veinticuatro de Sevilla, etc. Nacido en Badajoz el 12 de mayo de 1767 y fallecido en París el 4 de octubre de 1851. Hijo de José de Godoy y Sánchez de los Ríos, natural y regidor perpetuo en Badajoz, gobernador del Consejo de Hacienda, caballero gran cruz de la Orden de Carlos III, y de María Antonia Justa Álvarez de Faria y Sánchez Zarzosa, su mujer, de igual naturaleza, dama de la reina María Luisa de Parma; nieto de Luis Vicente de Godoy y Cáceres, regidor perpetuo y teniente corregidor de Badajoz, natural de Castuera, que ganó ejecutoria de nobleza de la Real Chancillería de Valladolid, y de Antonia de los Ríos y Landero, nacida en Badajoz.

El casamiento de María Teresa con Godoy fue decidido por el rey Carlos IV como un hito más del rutilante cursus honorum de su favorito, a quien introducía en su familia al casarle con una prima suya. Y fue también motivo para que el rey colmase de mercedes a la novia y a sus hermanos: les autorizó el uso del apellido Borbón, les asignó pensiones del erario público, otorgó a Luis la grandeza de primera clase para la casa de Chinchón y regularizó a favor de María Teresa la sucesión del estado de Boadilla del Monte mediante la concesión del condado de esta denominación. Pese a tales augurios, este matrimonio fue muy desavenido, y la separación de los cónyuges era un hecho desde antes de la caída de Godoy en 1808. Una vez viudo, él volvió a casar en 1829 con la que había sido su amante durante muchos años, Josefa de Tudó y Catalán, condesa de Castillo Fiel, legitimando así la prole que había tenido con ella.

Los príncipes de la Paz solo tuvieron una hija: Carlota, que fue la primera marquesa de Boadilla como se dirá a continuación. Esta señora no solo estaba llamada a suceder en la casa materna sino también —pese a tener hermanos consanguíneos varones legitimados— en los títulos españoles y portugueses de su padre, pues le habían sido otorgados a Godoy «en contemplación de su matrimonio» con una prima carnal de Carlos IV.

### Marqueses de Boadilla del Monte
El marquesado fue creado en 1853 en favor de
• Carlota Luisa Manuela de Godoy y Borbón, II duquesa de Sueca , XVI condesa de Chinchón, I marquesa de Boadilla del Monte, dos veces grande de España de primera clase, II condesa de Evoramonte (título de Portugal), dama de la Orden de María Luisa y de la portuguesa de Santa Isabel. Nació en Madrid el 7 de octubre de 1800 y falleció en París el 13 de mayo de 1886.

El 30 de abril de 1853 se le expidió la real carta de creación del marquesado e inmediatamente lo cedió a su hijo segundogénito, a quien se despachó la de sucesión ocho días después. Este acto de cesión constituía también una designación de sucesor, para la que estaba facultada la cedente como concesionaria de una nueva merced. Quedaba así fijado un orden de sucesión irregular, que pretería a la línea del hijo primogénito en favor de la del segundo. En efecto, el marquesado se sucedió durante tres generaciones en esta línea, que se estableció en Florencia, y solo recaería en los duques de Sueca al extinguirse la descendencia del segundo marqués.

Casó con real licencia en Roma, el 8 de noviembre de 1821, con Camilo Rúspoli y Khevenhüller-Metsch, príncipe romano y del Sacro Imperio, jefe del escuadrón de Dragones del papa León XII, caballero de la Orden de Malta, gran cruz de la de Carlos III y maestrante de Granada. Nacido en Roma el 20 de marzo de 1788 y finado en Florencia el 30 de julio de 1864, fue  el tercer hijo varón de Francesco Ruspoli, III príncipe de Cerveteri, III marqués de Riano y VIII conde de Vignanello (títulos romanos), gran maestre del Sacro Hospicio Apostólico, caballero del Toisón de Oro (rama austriaca), chambelán del emperador Francisco II y su embajador en Roma, y de la condesa Leopoldina de Khevenhüller-Metsch, su segunda mujer; nieto de Alessandro Ruspoli, II príncipe de Cerveteri etc., y de Prudenza Marescotti Capizucchi, su segunda mujer y prima carnal, y materno del príncipe Johann Sigismund Friedrich von Khevenhüller-Metsch, también embajador imperial en Roma, y de la princesa Amalia de Liechtenstein. De este matrimonio nacieron dos hijos varones:
1. Adolfo Rúspoli y Godoy, II duque de la Alcudia, grande de España, III conde de Evoramonte, nacido en Burdeos el 28 de diciembre de 1822, que residió principalmente en Madrid y murió viudo en París el 4 de febrero de 1914. Casó con Rosalía Álvarez de Toledo y Silva, nacida en Nápoles el 2 de enero de 1833, que falleció prematuramente en Lucca el 11 de julio de 1865. Hija de Pedro de Alcántara Álvarez de Toledo y Palafox, XVII duque de Medina Sidonia, XIII marqués de Villafranca, etc., cuatro veces grande de España, que fue embajador en San Petersburgo del rey carlista Carlos V, y después —pasado al servicio de Isabel II— senador, gentilhombre y caballerizo mayor de la reina, gran cruz de Carlos III y teniente hermano mayor de la Real Maestranza de Sevilla, y de Joaquina de Silva y Téllez-Girón, su mujer, de los marqueses de Santa Cruz. Fueron padres de
  1. Carlos Luis Rúspoli y Álvarez de Toledo, III duque de Sueca y III de la Alcudia, XVII conde de Chinchón, tres veces grande de España, IV conde de Evoramonte, que nació el 1 de marzo de 1858 en Madrid, donde murió asesinado el 10 de noviembre de 1936. Casó dos veces: primera con María del Carmen Caro y Caro, nacida el 18 de mayo de 1865 en Madrid, donde falleció el 24 de abril de 1907. Era hermana de Carlos, conde de Caltavuturo, y de Rosalía Caro y Caro, la consorte del XIX duque de Medina Sidonia, e hija de Carlos Caro y Álvarez de Toledo, XVIII conde de Caltavuturo, de los marqueses de la Romana, y de María de la Encarnación Caro y Gumucio, su mujer. Y en segundas nupcias casó el duque de Sueca con Josefa Pardo y Manuel de Villena, de quien no hubo prole, condesa de la Granja de Rocamora, hija de Arturo Pardo e Inchausti, diputado a Cortes, senador vitalicio, gran cruz de Carlos III, maestrante de Zaragoza y gentilhombre de Cámara de S.M., y de María Isabel Manuel de Villena y Álvarez de las Asturias Bohorques, XIII marquesa de Rafal y IX condesa de Vía Manuel, etc., dos veces grande de España. Del primer matrimonio nacieron:
    1. Rosalía Blanca Rúspoli y Caro, que nació en París el 5 de agosto de 1898 y falleció en Madrid el 28 de junio de 1926. Casó en San Sebastián el 6 de julio de 1921 con Alonso Álvarez de Toledo y Mencos, su primo segundo, IV duque de Zaragoza, VII marqués de Miraflores y IX de Casa Pontejos, XI conde de Eril y XII de los Arcos, cinco veces grande de España, XI marqués de San Felices de Aragón y VIII de Lazán, maestrante de Sevilla, embajador de España de carrera, que nació el 28 de noviembre de 1896 en Madrid, donde falleció el 2 de abril de 1990, habiendo contraído segundas nupcias en 1935 con Rosario Mencos y Armero, que también era su prima segunda, de los marqueses del Nervión. Tuvieron por hija única a 
María del Rosario Álvarez de Toledo y Rúspoli, X marquesa de Casa Pontejos, grande de España, que nació el 5 de noviembre de 1923 en Madrid, donde murió soltera el 12 de febrero de 2017.

    2. María de la Encarnación Rúspoli y Caro, que nació el 5 de mayo de 1901 en Madrid, donde finó el 5 de julio de 1965. Casó en esta villa y corte el 26 de abril de 1930 con Mariano del Prado y O’Neill, IX marqués de Acapulco, X de Caicedo, III de los Ogíjares y III del Rincón de San Ildefonso, II conde de Buelna, nacido el 15 de septiembre de 1901 en Madrid, donde falleció en 1963. Con sucesión.
    3. Y Camilo Carlos Adolfo Rúspoli y Caro, de quien se hablará más abajo pues fue V marqués de Boadilla del Monte.

  2. Joaquín Rúspoli y Álvarez de Toledo, que nació en Madrid el 26 de septiembre de 1859 y falleció en 1904,
  3. José Rúspoli y Álvarez de Toledo, que nació en Madrid el 21 de agosto de 1861 y finó en 1948,
  4. María Teresa Rúspoli y Álvarez de Toledo, que nació en Madrid el 26 de noviembre de 1863 y falleció el 23 de marzo de 1958 en París, donde había casado el 17 de septiembre de 1883 con Henri Cognet de Chappuis de Maubou, hijo de Albin Cognet de la Roue y de Marguerite de Chappuis de Maubou. Con posteridad.
  5. Ignacio Camilo Rúspoli y Álvarez de Toledo (1865-1930), que nació en Pau (Francia) el 31 de enero de 1865 y finó en Madrid el 15 de abril de 1930. Casó con María del Pilar Navacerrada y tuvo descendencia.
  6. María Elena Rúspoli y Álvarez de Toledo, nacida en París el 5 de enero de 1878,
  7. y Pedro de Alcántara Rúspoli y Álvarez de Toledo, nacido en París el 28 de octubre de 1879.
2. Y Luis Rúspoli y Godoy, que sigue.

Por cesión y real carta de 8 de mayo de 1853, sucedió su hijo segundogénito:
• Luis Rúspoli y Godoy, II marqués de Boadilla del Monte, caballero de honor y devoción de la Orden de Malta, que nació en Roma el 22 de agosto de 1828 y heredó de su padre la villa familiar de Florencia, donde falleció el 21 de diciembre de 1893.

Vivió toda su vida en la antigua corte medicea, donde casó dos veces con señoras naturales de esta ciudad. La primera el 5 de octubre de 1852 con Matilda Martellini, nacida el 3 de noviembre de 1819 y finada el 8 de septiembre de 1855, hija del marqués Leonardo Martellini, comendador de la Orden de San José y prior de Pietrasanta en la de San Esteban, consejero y chambelán del gran duque Leopoldo II de Toscana y mayordomo mayor de la gran duquesa viuda María Fernanda, y de su mujer la marquesa María, nacida Nobili, camarera mayor de dicha gran duquesa. Y contrajo segundas nupcias el 7 de febrero de 1863 con Emilia Landi (dei nobili Landi, patrizi di Firenze), nacida el 26 de junio de 1824 y fallecida el 5 de enero de 1894.
Con su primera mujer tuvo una hija:
1. Carlotta Camilla Ruspoli e Martellini, que nació en Florencia el 5 de abril de 1854 y finó en Niza el 1.º de septiembre de 1930. Casó en Florencia el 4 de septiembre de 1872 con Enrico, conde Casalini (1846–1907). Y tuvieron por unigénita y sucesora a
2. Camilo Carlos Luis Rúspoli y Landi, que sigue.

Por real carta del 28 de mayo de 1894 sucedió su hijo primogénito, habido de su segunda mujer:
• Camilo Rúspoli y Landi, III marqués de Boadilla del Monte, que nació en Florencia el 16 de enero de 1865 y allí murió el 7 de noviembre de 1944.

Casó en Florencia el 7 de octubre de 1897 con Emilia Maria Orlandini del Beccuto e Grilli, nacida en dicha ciudad el 16 de enero de 1873 y finada allí el 8 de diciembre de 1963, hija de Fabio Orlandini, conde del Beccuto, y de Virginia Grilli. Tuvieron dos hijos:
1. Luigi Ruspoli ed Orlandini, nacido en Florencia el 31 de agosto de 1898 y fallecido a la vez que su padre,
2. y Paolo Ruspoli ed Orlandini, subrogado en la primogenitura, que sigue.

Por carta del 7 de noviembre de 1952 sucedió su hijo
• Paolo Ruspoli ed Orlandini, IV marqués de Boadilla del Monte, que nació en Florencia en 1899 y murió allí sin posteridad en 1969, quedando extinguida la descendencia del II marqués.

En 1970 sucedió su primo segundo
• Camilo Carlos Adolfo Rúspoli y Caro, IV duque de Sueca y IV de la Alcudia, XVIII conde de Chinchón, V marqués de Boadilla del Monte, caballero de honor y devoción de la Orden de Malta y maestrante de Granada. Nació el 5 de junio de 1904 en Madrid, donde expiró el 20 de noviembre de 1975.

Casó en San Sebastián el 7 de octubre de 1931 con María de Belén Morenés y Arteaga, XVIII condesa de Bañares, dama de la misma Orden y Maestranza, nacida en dicha ciudad el 18 de agosto de 1906 y finada en Madrid el 30 de abril de 1999, hija de Luis Morenés y García-Alessón, I marqués de Bassecourt, diputado a Cortes, gentilhombre de Cámara de S.M. con ejercicio y servidumbre, caballero maestrante de Zaragoza y del Real Cuerpo de la Nobleza de Cataluña, comendador de la Legión de Honor de Francia, y de María de las Mercedes de Arteaga y Echagüe, su mujer, de los duques del Infantado, XVII marquesa de Argüeso y XIV de Campoo, XIV condesa de Villada y XVII de Bañares, grande de España, dama de la reina Victoria Eugenia y de la Real Maestranza de Zaragoza. Fueron padres de
1. Carlos Oswaldo Rúspoli y Morenés, V duque de Sueca y V de la Alcudia, XIX conde de Chinchón, tres veces grande de España, caballero de Malta y maestrante de la Real de Granada, que nació en San Sebastián el 5 de agosto de 1932 y falleció viudo y sin descendencia en Madrid el 25 de octubre de 2016. Había casado en 1980, en el palacio de Boadilla, con María del Rosario Herbosch y Huidobro, finada en febrero de 2016,[11] hija del belga Olivier Herbosch Lodie y de la española María del Rosario Huidobro y Cavanilles.
2. Luis Adolfo Rúspoli y Morenés, que sigue,
3. Enrique Jaime Rúspoli y Morenés, XIX conde de Bañares, nacido en Madrid 2 de febrero de 1935, guardia noble y gentilhombre de S.S. el Papa, caballero de las Órdenes de Malta y Piana y de la Real Maestranza de Granada. Doctor en Filososfía por la Universidad Complutense y profesor en ella de Teoría del Conocimiento, miembro de los patronatos del Museo del Prado, la Fundación Tomás Moro y la Fundación Ideas e Investigaciones Históricas. Hombre de vastísima cultura, es autor de monografías sobre filosofía e historiográficas, varias de ellas sobre la figura de su antepasado Manuel Godoy,[12] y ha publicado numerosos artículos sobre temas filosóficos, estéticos y culturales en revistas especializadas y en la prensa diaria. Último dueño hereditario del Palacio del Infante Don Luis, donde organizaba conciertos y seminarios sobre música clásica. En mayo de 1998 se lo expropió el ayuntamiento de Boadilla del Monte con una fuerte indemnización.[13]

Por distribución y cesión, Orden publicada en el BOE del 8 de diciembre de 1970 y Carta del 16 de abril de 1971, sucedió su hijo segundogénito:
• Luis Adolfo Rúspoli y Morenés, VI marqués de Boadilla del Monte, II barón de Mascalbó (por rehabilitación en 1995), caballero de honor y devoción de la Orden de Malta y maestrante de Granada. Nació el 28 de noviembre de 1933 en Madrid, donde falleció el 25 de mayo de 2011.

Casó tres veces: la primera en Madrid el 19 de septiembre de 1960 con María del Carmen Sanchiz y Núñez-Robres, XIII marquesa de la Casta, nacida en Madrid el 28 de febrero de 1942, hija de Hipólito Sanchiz y Arróspide, conde de Valdemar de Bracamonte, de los marqueses del Vasto, y de María del Pilar Núñez-Robres y Rodríguez de Valcárcel, su mujer, de los marqueses de Montortal, dama de la Real Maestranza de Valencia.

Tras divorciarse de la anterior, volvió a casar con Melinda d’Eliassy y Mallet, directora de relaciones exteriores de Chanel en España, que había sido madrastra del presidente de Francia Nicolas Sarkozy. Nació esta señora en Budapest el 16 de abril de 1942 y finó en Madrid 15 de diciembre de 2004, hija del diplomático húngaro István d’Eliassy y de Véronique Mallet, su mujer, hija a su vez del banquero francés Ernest Mallet y de la británica Mabel Saint Aubyn, de los barones de Saint Levan. Había estado antes casada dos veces: en primeras nupcias, fue la segunda mujer de Paul Étienne Ernest Sarkozy de Nagy-Bocsa, de igual naturaleza, quien de su anterior matrimonio con Andrée Mallah tuvo por hijo al político francés. Y en segundas estuvo casada con Alfonso Calparsoro y Pérez-Navarro, hermano de Elena, la marquesa viuda de Deleitosa, de quien tuvo a su única hija: Ilona Calparsoro y d'Eliassy, mujer de Íñigo Segrelles Arenaza.

Y tras un nuevo divorcio, el marqués contrajo terceras nupcias en Pozuelo de Alarcón el 26 de noviembre de 1999 con Olga Subirana y Pita, actual marquesa viuda de Boadilla del Monte, nacida en Madrid el 2 de marzo de 1943 y que había estado casada con Juan Eguilior y Puig de la Bellacasa, de quien tiene prole, hija de Luis Subirana Rodríguez y de Carmen Pita y Arechavala.

Solo tuvo descendencia del primer matrimonio, del que nacieron:
1. María Mónica Ruspoli y Sanchiz, que seguirá,
2. Luis Carlos Ruspoli y Sanchiz, que sigue.
3. Belén Ruspoli y Sanchiz, nacida el 10 de mayo de 1964 en Madrid, donde casó el 19 de abril de 1996 con el noble italiano Cesare Passi e Ferrero, caballero de la Orden de Malta, que goza del tratamiento y predicado de «conde Cesare Passi di Preposulo», nacido en Treviso el 4 de diciembre de 1950, hijo segundo del conde Gian Luca Passi di Preposulo e Zigno, caballero de la misma Orden, y de Elisabetta Ferrero di Cambiano, su mujer, dei marchesi di Cambiano e Cavallerleone.[17] Tienen tres hijos: Alejandro, Carmen y Luca Passi y Ruspoli.
4. Y Santiago Rúspoli y Sanchiz, nacido el 16 de junio de 1971 en Madrid, donde falleció soltero e incapacitado el 2 de mayo de 1996.

Por orden publicada en el BOE del 5 de octubre de 2012 y real carta del siguiente día 17, sucedió su hijo
• Luis Carlos Ruspoli y Sanchiz, VI Duque de Sueca y VI de la Alcudia, XX conde de Chinchón, VII marqués de Boadilla del Monte, III barón de Mascalbó, tres veces grande de España, nacido el 4 de abril de 1963. En 2018 sucedió en las grandezas familiares por muerte de su tío Carlos (ocurrida dos años antes), y en 2019 cedió el marquesado de Boadilla a su hermana mayor, como en seguida se dirá.

Está casado con María Álvarez de las Asturias Bohorques y Rumeu, hija de Luis Álvarez de las Asturias Bohorques y Silva, de los duques de Gor, caballero maestrante de Granada, y de María Leticia Rumeu de Armas y Cruzat, su mujer, de los marqueses de Casa Argudín.

Tienen cuatro hijos varones:
1. Carlos Ruspoli y Álvarez de las Asturias Bohorques, VII duque de la Alcudia, nacido en Madrid el 10 de agosto de 1993, caballero maestrante de la Real de Granada.
2. Luis Ruspoli y Álvarez de las Asturias Bohorques, IV barón de Mascalbó, nacido en Madrid el 24 de agosto de 1994, maestrante de Granada.
3. Juan Ruspoli y Álvarez de las Asturias Bohorques, nacido en Madrid el 20 de octubre de 1996, maestrante de Granada.
4. Y Jaime Ruspoli y Álvarez de las Asturias Bohorques, nacido en Madrid el 10 de marzo de 2000, maestrante de Granada.

#### Actual titular
Por cesión y Orden publicada en el BOE del 4 de marzo de 2019, sucedió su hermana
• María Mónica Ruspoli y Sanchiz, VIII y actual marquesa de Boadilla del Monte, nacida en Madrid el 27 de agosto de 1961.

Casó en Madrid el 20 de mayo de 1988 con Alonso Dezcallar y Mazarredo, diplomático de carrera, embajador de España en Croacia y Mauritania, nacido en Madrid el 12 de agosto de 1958, hijo de Rafael Dezcallar y Blanes, coronel de Infantería de Marina, de noble linaje mallorquín, y de María Teresa de Mazarredo y Beutel, su mujer, de los marqueses de Villora. Tienen dos hijas: 
1. Mónica Dezcallar y Ruspoli, nacida en Madrid el 9 de agosto de 1990, diplomática de carrera, y
2. Belén Dezcallar y Ruspoli, nacida en Madrid el 29 de septiembre de 1994.

## Árbol genealógico
|                                                                         |                                                                         |                                                                         |                                                                         | Infante Don Luis de Borbón y Farnesio, xiii conde de Chinchón, ix señor de Boadilla del Monte (1727-1785) |                                                                                       |                                                                                       |                                                                                       | | | | | | |                                                                                           |                                                                                           |                                                                                           |                                                                                           |                                                           |                                                           |                                                           |                                                           |  |  |  |  |  |  |  |  |  |  |  |  |  |  |
|                                                                         |                                                                         |                                                                         |                                                                         | |                                                                                       |                                                                                       |                                                                                       | | | | | | |                                                                                           |                                                                                           |                                                                                           |                                                                                           |                                                           |                                                           |                                                           |                                                           |  |  |  |  |  |  |  |  |  |  |  |  |  |  |
|                                                                         |                                                                         |                                                                         |                                                                         | |                                                                                       |                                                                                       |                                                                                       | | | | | | |                                                                                           |                                                                                           |                                                                                           |                                                                                           |                                                           |                                                           |                                                           |                                                           |  |  |  |  |  |  |  |  |  |  |  |  |  |  |
| Cardenal Luis de Borbón y Vallabriga, xiv conde de Chinchón (1777-1823) | Cardenal Luis de Borbón y Vallabriga, xiv conde de Chinchón (1777-1823) | Cardenal Luis de Borbón y Vallabriga, xiv conde de Chinchón (1777-1823) | Cardenal Luis de Borbón y Vallabriga, xiv conde de Chinchón (1777-1823) | Cardenal Luis de Borbón y Vallabriga, xiv conde de Chinchón (1777-1823)                                   | Cardenal Luis de Borbón y Vallabriga, xiv conde de Chinchón (1777-1823)               |                                                                                       |                                                                                       | María Teresa de Borbón y Vallabriga, xv condesa de Chinchón, i condesa de Boadilla del Monte (1780-1828) | María Teresa de Borbón y Vallabriga, xv condesa de Chinchón, i condesa de Boadilla del Monte (1780-1828) | María Teresa de Borbón y Vallabriga, xv condesa de Chinchón, i condesa de Boadilla del Monte (1780-1828) | María Teresa de Borbón y Vallabriga, xv condesa de Chinchón, i condesa de Boadilla del Monte (1780-1828) | María Teresa de Borbón y Vallabriga, xv condesa de Chinchón, i condesa de Boadilla del Monte (1780-1828) | María Teresa de Borbón y Vallabriga, xv condesa de Chinchón, i condesa de Boadilla del Monte (1780-1828) |                                                                                           |                                                                                           |                                                                                           |                                                                                           |                                                           |                                                           |                                                           |                                                           |  |  |  |  |  |  |  |  |  |  |  |  |  |  |
| Cardenal Luis de Borbón y Vallabriga, xiv conde de Chinchón (1777-1823) | Cardenal Luis de Borbón y Vallabriga, xiv conde de Chinchón (1777-1823) | Cardenal Luis de Borbón y Vallabriga, xiv conde de Chinchón (1777-1823) | Cardenal Luis de Borbón y Vallabriga, xiv conde de Chinchón (1777-1823) | Cardenal Luis de Borbón y Vallabriga, xiv conde de Chinchón (1777-1823)                                   | Cardenal Luis de Borbón y Vallabriga, xiv conde de Chinchón (1777-1823)               |                                                                                       |                                                                                       | María Teresa de Borbón y Vallabriga, xv condesa de Chinchón, i condesa de Boadilla del Monte (1780-1828) | María Teresa de Borbón y Vallabriga, xv condesa de Chinchón, i condesa de Boadilla del Monte (1780-1828) | María Teresa de Borbón y Vallabriga, xv condesa de Chinchón, i condesa de Boadilla del Monte (1780-1828) | María Teresa de Borbón y Vallabriga, xv condesa de Chinchón, i condesa de Boadilla del Monte (1780-1828) | María Teresa de Borbón y Vallabriga, xv condesa de Chinchón, i condesa de Boadilla del Monte (1780-1828) | María Teresa de Borbón y Vallabriga, xv condesa de Chinchón, i condesa de Boadilla del Monte (1780-1828) |                                                                                           |                                                                                           |                                                                                           |                                                                                           |                                                           |                                                           |                                                           |                                                           |  |  |  |  |  |  |  |  |  |  |  |  |  |  |
|                                                                         |                                                                         |                                                                         |                                                                         | |                                                                                       |                                                                                       |                                                                                       | Carlota Luisa de Godoy y Borbón, ii duquesa de Sueca, i marquesa de Boadilla del Monte (1800-1886)       | | | | | |                                                                                           |                                                                                           |                                                                                           |                                                                                           |                                                           |                                                           |                                                           |                                                           |  |  |  |  |  |  |  |  |  |  |  |  |  |  |
|                                                                         |                                                                         |                                                                         |                                                                         | |                                                                                       |                                                                                       |                                                                                       | | | | | | |                                                                                           |                                                                                           |                                                                                           |                                                                                           |                                                           |                                                           |                                                           |                                                           |  |  |  |  |  |  |  |  |  |  |  |  |  |  |
|                                                                         |                                                                         |                                                                         |                                                                         | |                                                                                       |                                                                                       |                                                                                       | | | | | | |                                                                                           |                                                                                           |                                                                                           |                                                                                           |                                                           |                                                           |                                                           |                                                           |  |  |  |  |  |  |  |  |  |  |  |  |  |  |
|                                                                         |                                                                         |                                                                         |                                                                         | Adolfo Rúspoli y Godoy, ii duque de la Alcudia (1822-1914)                                                | Adolfo Rúspoli y Godoy, ii duque de la Alcudia (1822-1914)                            | Adolfo Rúspoli y Godoy, ii duque de la Alcudia (1822-1914)                            | Adolfo Rúspoli y Godoy, ii duque de la Alcudia (1822-1914)                            | Adolfo Rúspoli y Godoy, ii duque de la Alcudia (1822-1914)                                               | Adolfo Rúspoli y Godoy, ii duque de la Alcudia (1822-1914)                                               | | | Luis Rúspoli y Godoy, ii marqués de Boadilla del Monte (1828-1893)                                       | Luis Rúspoli y Godoy, ii marqués de Boadilla del Monte (1828-1893)                                       | Luis Rúspoli y Godoy, ii marqués de Boadilla del Monte (1828-1893)                        | Luis Rúspoli y Godoy, ii marqués de Boadilla del Monte (1828-1893)                        | Luis Rúspoli y Godoy, ii marqués de Boadilla del Monte (1828-1893)                        | Luis Rúspoli y Godoy, ii marqués de Boadilla del Monte (1828-1893)                        |                                                           |                                                           |                                                           |                                                           |  |  |  |  |  |  |  |  |  |  |  |  |  |  |
|                                                                         |                                                                         |                                                                         |                                                                         | Adolfo Rúspoli y Godoy, ii duque de la Alcudia (1822-1914)                                                | Adolfo Rúspoli y Godoy, ii duque de la Alcudia (1822-1914)                            | Adolfo Rúspoli y Godoy, ii duque de la Alcudia (1822-1914)                            | Adolfo Rúspoli y Godoy, ii duque de la Alcudia (1822-1914)                            | Adolfo Rúspoli y Godoy, ii duque de la Alcudia (1822-1914)                                               | Adolfo Rúspoli y Godoy, ii duque de la Alcudia (1822-1914)                                               | | | Luis Rúspoli y Godoy, ii marqués de Boadilla del Monte (1828-1893)                                       | Luis Rúspoli y Godoy, ii marqués de Boadilla del Monte (1828-1893)                                       | Luis Rúspoli y Godoy, ii marqués de Boadilla del Monte (1828-1893)                        | Luis Rúspoli y Godoy, ii marqués de Boadilla del Monte (1828-1893)                        | Luis Rúspoli y Godoy, ii marqués de Boadilla del Monte (1828-1893)                        | Luis Rúspoli y Godoy, ii marqués de Boadilla del Monte (1828-1893)                        |                                                           |                                                           |                                                           |                                                           |  |  |  |  |  |  |  |  |  |  |  |  |  |  |
|                                                                         |                                                                         |                                                                         |                                                                         | Carlos Rúspoli y Álvarez de Toledo, iii duque de Sueca (1858-1936)                                        | Carlos Rúspoli y Álvarez de Toledo, iii duque de Sueca (1858-1936)                    | Carlos Rúspoli y Álvarez de Toledo, iii duque de Sueca (1858-1936)                    | Carlos Rúspoli y Álvarez de Toledo, iii duque de Sueca (1858-1936)                    | Carlos Rúspoli y Álvarez de Toledo, iii duque de Sueca (1858-1936)                                       | Carlos Rúspoli y Álvarez de Toledo, iii duque de Sueca (1858-1936)                                       | | | Camilo Rúspoli y Landi, iii marqués de Boadilla del Monte (1865-1944)                                    | Camilo Rúspoli y Landi, iii marqués de Boadilla del Monte (1865-1944)                                    | Camilo Rúspoli y Landi, iii marqués de Boadilla del Monte (1865-1944)                     | Camilo Rúspoli y Landi, iii marqués de Boadilla del Monte (1865-1944)                     | Camilo Rúspoli y Landi, iii marqués de Boadilla del Monte (1865-1944)                     | Camilo Rúspoli y Landi, iii marqués de Boadilla del Monte (1865-1944)                     |                                                           |                                                           |                                                           |                                                           |  |  |  |  |  |  |  |  |  |  |  |  |  |  |
|                                                                         |                                                                         |                                                                         |                                                                         | Carlos Rúspoli y Álvarez de Toledo, iii duque de Sueca (1858-1936)                                        | Carlos Rúspoli y Álvarez de Toledo, iii duque de Sueca (1858-1936)                    | Carlos Rúspoli y Álvarez de Toledo, iii duque de Sueca (1858-1936)                    | Carlos Rúspoli y Álvarez de Toledo, iii duque de Sueca (1858-1936)                    | Carlos Rúspoli y Álvarez de Toledo, iii duque de Sueca (1858-1936)                                       | Carlos Rúspoli y Álvarez de Toledo, iii duque de Sueca (1858-1936)                                       | | | Camilo Rúspoli y Landi, iii marqués de Boadilla del Monte (1865-1944)                                    | Camilo Rúspoli y Landi, iii marqués de Boadilla del Monte (1865-1944)                                    | Camilo Rúspoli y Landi, iii marqués de Boadilla del Monte (1865-1944)                     | Camilo Rúspoli y Landi, iii marqués de Boadilla del Monte (1865-1944)                     | Camilo Rúspoli y Landi, iii marqués de Boadilla del Monte (1865-1944)                     | Camilo Rúspoli y Landi, iii marqués de Boadilla del Monte (1865-1944)                     |                                                           |                                                           |                                                           |                                                           |  |  |  |  |  |  |  |  |  |  |  |  |  |  |
|                                                                         |                                                                         |                                                                         |                                                                         | Carlos Rúspoli y Caro, iv duque de Sueca, v marqués de Boadilla del Monte (1904-1975)                     | Carlos Rúspoli y Caro, iv duque de Sueca, v marqués de Boadilla del Monte (1904-1975) | Carlos Rúspoli y Caro, iv duque de Sueca, v marqués de Boadilla del Monte (1904-1975) | Carlos Rúspoli y Caro, iv duque de Sueca, v marqués de Boadilla del Monte (1904-1975) | Carlos Rúspoli y Caro, iv duque de Sueca, v marqués de Boadilla del Monte (1904-1975)                    | Carlos Rúspoli y Caro, iv duque de Sueca, v marqués de Boadilla del Monte (1904-1975)                    | | | Paolo Ruspoli ed Orlandini, iv marqués de Boadilla del Monte (1899-1969) Sin descendencia                | Paolo Ruspoli ed Orlandini, iv marqués de Boadilla del Monte (1899-1969) Sin descendencia                | Paolo Ruspoli ed Orlandini, iv marqués de Boadilla del Monte (1899-1969) Sin descendencia | Paolo Ruspoli ed Orlandini, iv marqués de Boadilla del Monte (1899-1969) Sin descendencia | Paolo Ruspoli ed Orlandini, iv marqués de Boadilla del Monte (1899-1969) Sin descendencia | Paolo Ruspoli ed Orlandini, iv marqués de Boadilla del Monte (1899-1969) Sin descendencia |                                                           |                                                           |                                                           |                                                           |  |  |  |  |  |  |  |  |  |  |  |  |  |  |
|                                                                         |                                                                         |                                                                         |                                                                         | Carlos Rúspoli y Caro, iv duque de Sueca, v marqués de Boadilla del Monte (1904-1975)                     | Carlos Rúspoli y Caro, iv duque de Sueca, v marqués de Boadilla del Monte (1904-1975) | Carlos Rúspoli y Caro, iv duque de Sueca, v marqués de Boadilla del Monte (1904-1975) | Carlos Rúspoli y Caro, iv duque de Sueca, v marqués de Boadilla del Monte (1904-1975) | Carlos Rúspoli y Caro, iv duque de Sueca, v marqués de Boadilla del Monte (1904-1975)                    | Carlos Rúspoli y Caro, iv duque de Sueca, v marqués de Boadilla del Monte (1904-1975)                    | | | Paolo Ruspoli ed Orlandini, iv marqués de Boadilla del Monte (1899-1969) Sin descendencia                | Paolo Ruspoli ed Orlandini, iv marqués de Boadilla del Monte (1899-1969) Sin descendencia                | Paolo Ruspoli ed Orlandini, iv marqués de Boadilla del Monte (1899-1969) Sin descendencia | Paolo Ruspoli ed Orlandini, iv marqués de Boadilla del Monte (1899-1969) Sin descendencia | Paolo Ruspoli ed Orlandini, iv marqués de Boadilla del Monte (1899-1969) Sin descendencia | Paolo Ruspoli ed Orlandini, iv marqués de Boadilla del Monte (1899-1969) Sin descendencia |                                                           |                                                           |                                                           |                                                           |  |  |  |  |  |  |  |  |  |  |  |  |  |  |
|                                                                         |                                                                         |                                                                         |                                                                         | |                                                                                       |                                                                                       |                                                                                       | | | | | | |                                                                                           |                                                                                           |                                                                                           |                                                                                           |                                                           |                                                           |                                                           |                                                           |  |  |  |  |  |  |  |  |  |  |  |  |  |  |
| Carlos Rúspoli y Morenés, v duque de Sueca (1932-2016) Sin descendencia | Carlos Rúspoli y Morenés, v duque de Sueca (1932-2016) Sin descendencia | Carlos Rúspoli y Morenés, v duque de Sueca (1932-2016) Sin descendencia | Carlos Rúspoli y Morenés, v duque de Sueca (1932-2016) Sin descendencia | Carlos Rúspoli y Morenés, v duque de Sueca (1932-2016) Sin descendencia                                   | Carlos Rúspoli y Morenés, v duque de Sueca (1932-2016) Sin descendencia               |                                                                                       |                                                                                       | Luis Rúspoli y Morenés, vi marqués de Boadilla del Monte (1933-2011)                                     | Luis Rúspoli y Morenés, vi marqués de Boadilla del Monte (1933-2011)                                     | Luis Rúspoli y Morenés, vi marqués de Boadilla del Monte (1933-2011)                                     | Luis Rúspoli y Morenés, vi marqués de Boadilla del Monte (1933-2011)                                     | Luis Rúspoli y Morenés, vi marqués de Boadilla del Monte (1933-2011)                                     | Luis Rúspoli y Morenés, vi marqués de Boadilla del Monte (1933-2011)                                     |                                                                                           |                                                                                           | Enrique Rúspoli y Morenés, xix conde de Bañares (n. 1935)                                 | Enrique Rúspoli y Morenés, xix conde de Bañares (n. 1935)                                 | Enrique Rúspoli y Morenés, xix conde de Bañares (n. 1935) | Enrique Rúspoli y Morenés, xix conde de Bañares (n. 1935) | Enrique Rúspoli y Morenés, xix conde de Bañares (n. 1935) | Enrique Rúspoli y Morenés, xix conde de Bañares (n. 1935) |  |  |  |  |  |  |  |  |  |  |  |  |  |  |
| Carlos Rúspoli y Morenés, v duque de Sueca (1932-2016) Sin descendencia | Carlos Rúspoli y Morenés, v duque de Sueca (1932-2016) Sin descendencia | Carlos Rúspoli y Morenés, v duque de Sueca (1932-2016) Sin descendencia | Carlos Rúspoli y Morenés, v duque de Sueca (1932-2016) Sin descendencia | Carlos Rúspoli y Morenés, v duque de Sueca (1932-2016) Sin descendencia                                   | Carlos Rúspoli y Morenés, v duque de Sueca (1932-2016) Sin descendencia               |                                                                                       |                                                                                       | Luis Rúspoli y Morenés, vi marqués de Boadilla del Monte (1933-2011)                                     | Luis Rúspoli y Morenés, vi marqués de Boadilla del Monte (1933-2011)                                     | Luis Rúspoli y Morenés, vi marqués de Boadilla del Monte (1933-2011)                                     | Luis Rúspoli y Morenés, vi marqués de Boadilla del Monte (1933-2011)                                     | Luis Rúspoli y Morenés, vi marqués de Boadilla del Monte (1933-2011)                                     | Luis Rúspoli y Morenés, vi marqués de Boadilla del Monte (1933-2011)                                     |                                                                                           |                                                                                           | Enrique Rúspoli y Morenés, xix conde de Bañares (n. 1935)                                 | Enrique Rúspoli y Morenés, xix conde de Bañares (n. 1935)                                 | Enrique Rúspoli y Morenés, xix conde de Bañares (n. 1935) | Enrique Rúspoli y Morenés, xix conde de Bañares (n. 1935) | Enrique Rúspoli y Morenés, xix conde de Bañares (n. 1935) | Enrique Rúspoli y Morenés, xix conde de Bañares (n. 1935) |  |  |  |  |  |  |  |  |  |  |  |  |  |  |
|                                                                         |                                                                         |                                                                         |                                                                         | |                                                                                       |                                                                                       |                                                                                       | | | | | | |                                                                                           |                                                                                           |                                                                                           |                                                                                           |                                                           |                                                           |                                                           |                                                           |  |  |  |  |  |  |  |  |  |  |  |  |  |  |
| Mónica Ruspoli y Sanchiz, viii marquesa de Boadilla del Monte (n. 1961) | Mónica Ruspoli y Sanchiz, viii marquesa de Boadilla del Monte (n. 1961) | Mónica Ruspoli y Sanchiz, viii marquesa de Boadilla del Monte (n. 1961) | Mónica Ruspoli y Sanchiz, viii marquesa de Boadilla del Monte (n. 1961) | Mónica Ruspoli y Sanchiz, viii marquesa de Boadilla del Monte (n. 1961)                                   | Mónica Ruspoli y Sanchiz, viii marquesa de Boadilla del Monte (n. 1961)               |                                                                                       |                                                                                       | Luis Ruspoli y Sanchiz, vi duque de Sueca, vii marqués de Boadilla del Monte (n. 1963)                   | Luis Ruspoli y Sanchiz, vi duque de Sueca, vii marqués de Boadilla del Monte (n. 1963)                   | Luis Ruspoli y Sanchiz, vi duque de Sueca, vii marqués de Boadilla del Monte (n. 1963)                   | Luis Ruspoli y Sanchiz, vi duque de Sueca, vii marqués de Boadilla del Monte (n. 1963)                   | Luis Ruspoli y Sanchiz, vi duque de Sueca, vii marqués de Boadilla del Monte (n. 1963)                   | Luis Ruspoli y Sanchiz, vi duque de Sueca, vii marqués de Boadilla del Monte (n. 1963)                   |                                                                                           |                                                                                           |                                                                                           |                                                                                           |                                                           |                                                           |                                                           |                                                           |  |  |  |  |  |  |  |  |  |  |  |  |  |  |